# 格拉鮑爾 (阿拉巴馬州)
格拉鮑爾（英語：Graball）是一個位於美國阿拉巴馬州亨利縣的非建制地區。該地的面積和人口皆未知。

## 地理
格拉鮑爾的座標為31°35′12″N 85°16′33″W / 31.58666°N 85.27583°W，而該地的平均海拔高度為147米（即482英尺）。